# Pilar García de la Granja
Pilar García de la Granja (Burgos, 1971) és una periodista espanyola impulsora de la fundació Querer que fomenta el treball multidisciplinar per diagnosticar trastorns neurològics relacionats amb el llenguatge.
Llicenciada en Ciències de la Informació per la Universitat Complutense de Madrid, va fer estudis de Relacions Internacionals a la Universitat de Colúmbia de Nova York i va treballar com a editora del Wall Street Journal. El 1997 va fitxar per Televisa per dirigir els informatius econòmics de la CNBC en castellà on fou corresponsal de Nova York. El 1999 va tornar a Espanya contractada per Expansión Televisión del grup Recoletos. Responsable d'economia d'Onda Cero el 2002, després va dirigir els informatius d'Intereconomía Televisión, fou tertuliana al programa d'Ana Rosa Quintana, al Protagonistas de Punto Radio i columnista del diari El Economista. El 2019 també col·laborava amb Carlos Herrera a la Cope. Ha escrit els llibres ''Em vaig equivocar'' i ''Receptes per sortir de la crisi''. El 2008 va rebre el premi ''Antena de Oro'' a la informació econòmica.
Des del 2016 impulsa la fundació Querer, una entitat sense ànim de lucre per fomentar el treball multidisciplinar per diagnosticar i investigar trastorns neurològics relacionats amb el llenguatge des d'un punt de vista clínic, farmacològic, neurològic i educatiu. Va començar la fundació principalment pel seu fill Pepe, que el 2013 li fou diagnosticada la síndrome de Landau-Kleffner (SKL), un tipus d'epilèpsia rara i intractable que afecta el cervell i el llenguatge. La fundació s'inspira en The Children's Academy, un model dels Estats Units que uneix el sistema educatiu, mèdic i terapèutic per ajudar nens amb necessitats especials amb trastorns diversos. Per això, una de les primeres coses que va fer la fundació va ser crear el Cole de Celia y Pepe. El 2017 l'entitat va rebre un premi Global Gift.